# David Wasco
David Wasco est un chef décorateur américain.
Il est notamment un collaborateur régulier des films de Quentin Tarantino et il a remporté l'Oscar des meilleurs décors pour La La Land de Damien Chazelle.

## Biographie
Né dans le New Jersey, il part pour New York en 1972 et travaille comme dessinateur industriel. Il commence sa carrière au cinéma dans le département décoration sur les films Dar l'invincible (1982), comme assistant décorateur, puis La Nuit de la comète (1984), comme décorateur plateau. Il travaille dès lors sur plusieurs films indépendants et commence avec Reservoir Dogs (1992) une longue collaboration avec Quentin Tarantino qui fait décoller sa carrière. Il est nommé au Satellite Award de la meilleure direction artistique pour Kill Bill en 2004 et au British Academy Film Award des meilleurs décors pour Inglourious Basterds en 2010. Il remporte l'Oscar des meilleurs décors en 2017 pour La La Land.
Il vit à Los Angeles avec sa femme, Sandy Reynolds-Wasco, décoratrice de plateau avec laquelle il collabore souvent.

## Filmographie

### Chef décorateur
- 1985 : Smooth Talk, de Joyce Chopra
- 1992 : Reservoir Dogs, de Quentin Tarantino
- 1993 : Killing Zoe, de Roger Avary
- 1994 : Pulp Fiction, de Quentin Tarantino
- 1996 : Bottle Rocket, de Wes Anderson
- 1997 : Touch, de Paul Schrader
- 1997 : She's So Lovely, de Nick Cassavetes
- 1997 : Jackie Brown, de Quentin Tarantino
- 1998 : Rushmore, de Wes Anderson
- 2000 : Un amour infini, de Don Roos
- 2001 : Braquages, de David Mamet
- 2001 : La Famille Tenenbaum, de Wes Anderson
- 2003 : Kill Bill : Volume 1, de Quentin Tarantino
- 2004 : Kill Bill : Volume 2, de Quentin Tarantino
- 2004 : Collatéral, de Michael Mann
- 2006 : La Couleur du crime, de Joe Roth
- 2008 : Stop-Loss, de Kimberly Peirce
- 2008 : Redbelt, de David Mamet
- 2009 : Inglourious Basterds, de Quentin Tarantino
- 2011 : Rampart, d'Oren Moverman
- 2012 : Sept psychopathes, de Martin McDonagh
- 2015 : Cinquante nuances de Grey, de Sam Taylor-Wood
- 2017 : La La Land, de Damien Chazelle

## Distinctions
- Oscars 2017 : meilleurs décors pour La La Land